# Reipertsgesee
Reipertsgesee ist ein Gemeindeteil der Stadt Betzenstein im Landkreis Bayreuth (Oberfranken, Bayern). Reipertsgesee liegt in der Gemarkung Stierberg.

## Geografie
Das Dorf befindet sich etwa drei Kilometer südwestlich von Betzenstein und liegt auf einer Höhe von 525 m ü. NHN.

## Geschichte
Der Ort wurde 1303 als „Riprehtsez“ erstmals urkundlich erwähnt. Der Ortsname bedeutet Zum Sitz des Rīhprecht.
Durch die zu Beginn des 19. Jahrhunderts im Königreich Bayern durchgeführten Verwaltungsreformen wurde der Ort zu einem Bestandteil der Ruralgemeinde Stierberg. Im Zuge der durchgeführten Gebietsreform in Bayern wurde Reipertsgesee zusammen mit der gesamten Gemeinde Stierberg am 1. Januar 1972 in die Stadt Betzenstein eingegliedert.

## Verkehr
Die Anbindung an das öffentliche Straßenverkehrsnetz wird durch zwei Gemeindeverbindungsstraßen hergestellt, die beide in die etwa 800 Meter südöstlich des Ortes verlaufende Kreisstraße BT 30 einmünden. Eine Auffahrt auf die Bundesautobahn 9 ist an den etwa fünf bzw. sechs Kilometer entfernt gelegenen Anschlussstellen Hormersdorf und Plech möglich.

## Baudenkmal
Im nördlichen Ortsbereich von Reipertsgesee befindet sich ein Wohnhaus, das als traufständiger und zweigeschossiger Satteldachbau ausgeführt ist.